# Victor Boin
Victor Charles Gustave Boin (Brüsszel, 1886. február 28. – Brüsszel, 1974. március 31.) olimpiai ezüstérmes belga párbajtőrvívó, vízilabdázó, úszó, sportújságíró, sportvezető. 1955–1965 között a Belga Olimpiai Bizottság elnöke.